# Publio Afranio Potito
Publio Afranio Potito  fue un plebeyo romano que prometió durante una enfermedad de Calígula que sacrificaría su propia vida si el emperador se recuperaba, en espera de ser recompensado por su devoción. Pero, cuando Calígula se recuperó y Afranio no estuvo dispuesto a cumplir su promesa, el emperador lo mandó decorar como una víctima de sacrificio, lo hizo desfilar por las calles y, por último, lo arrojó por la Porta Colina.